# Francesse
Francesse est un hameau belge de l'ancienne commune de Natoye, situé dans la commune de Hamois et la province de Namur.